# Рунцова, Светлана Фёдоровна
Светлана Федоровна Рунцова (22 декабря 1924, Ленинград — 26 апреля 2003, Севастополь) — советская и украинская актриса. Народная артистка Украины (1999).

## Биография
Детство Светланы прошло в Ленинграде. В 1943 году окончила хореографическое училище им. Вагановой. В послевоенные годы переехала в Запорожье, где работала в украинском музыкально-драматическом театре им. Щорса. Вышла замуж за народного артиста СССР Владимира Магара и родила двоих детей. В 1964—1971 годах работала в Днепропетровском театре им. М. Горького. В 1971 году переехала в Севастополь, где работала драматической актрисой в труппе театра Черноморского флота, а в 1976 году была принята в труппу Севастопольского академического театра имени А. В. Луначарского, на сцене которого выступала до конца своей жизни.
В 1999 году ей было присвоено звание народной артистки Украины. В 2002 году награждена Почётной грамотой Кабинета министров Украины.
Умерла в 2003 году в Севастополе.

## Семья
- Муж — Владимир Герасимович Магар, актёр и режиссёр, народный артист СССР.
- Дочь — Магар, Татьяна Владимировна — кинорежиссёр. Заслуженный деятель искусств Украины, член Национального союза кинематографистов Украины.
- Сын — Магар, Владимир Владимирович — театральный режиссёр и художественный руководитель Севастопольского академического русского драматического театра имени А. В. Луначарского.

## Роли
Сыграла более ста ролей. Среди них:
театр
- Графиня («Плоды просвещения» Л. Толстого)[6]
- Мария-Хосефа («Дом Бернарды Альбы»)[2]
- Аманда («День рождения Терезы» Г. Мдивани)
- Куракина («Гримёрка» Т. Магар)[7]
- Анна («Последний срок» В. Распутина)
- Тетя Тони («Голубка»)

- Ольга Николаевна («Мадам»)[2]

кино
- Ольга Федоровна (Ночь вопросов) — 1993
- Мавра (заметки сумасшедшего, фильм-спектакль) — 1990
- Миссис Гиббс (наш городок, фильм-спектакль) — 1989
- Шик — 2002